# Parasteropleurus gracilis
Parasteropleurus gracilis is een rechtvleugelig insect uit de familie van de sabelsprinkhanen (Tettigoniidae). De wetenschappelijke naam van deze soort is voor het eerst voorgesteld als Uromenus (Steropleurus) gracilis door Adolf Nadig in een publicatie uit 1981.
Deze soort komt voor in Tunesië.